# 三上氏
三上氏（みかみし）は、日本の氏族。

## 御上祝の三上氏
御上祝の三上氏は近江国三上郷を本拠地とする一族とされる。
この三上氏は、古代より近江国野洲郡三上郷に住む、近江国三宮 元・官幣中社、御上神社の神職家系、御上祝（=三上祝）である。
三上氏は天照大神の三男、天津彦根命の嫡流氏族と称し、天津彦根命の御子神・天之御影命が、三上郷にある三上山に天孫降臨したことに始まると伝える。
『御上神社沿革考』によると、三上山は天照大神の父母神、伊弉諾命と伊邪那美命の墳墓である。

### 六国史、倭名類聚抄、延喜式における「三上」
古代文書を見るに、地名では『六国史』『日本後紀』および『日本三代実録』や、『和名類聚抄』、『延喜式』に見える備後国三上郡、人名では『続日本紀』の田中朝臣三上や三上王、多治比眞人三上、『日本後紀』の朝原忌寸三上（山城国人大初位で宿禰の賜姓を受けた人物）が見られるのみで、近江国との関連は見られない。これらの文書で唯一近江国に関連する「三上」の記述は『日本三代実録』の貞観7年（865年）8月28日の条および同貞観17年（875年）3月29日の条にある「三上神」の記述のみである 。

### 吾妻鏡
吾妻鏡文治元年（1185年）10月9日の条には、源頼朝が命じるも鎌倉御家人の誰もが固辞した源義経討伐令を受けた土佐坊昌俊の討伐軍に列した弟三上家季の名が見える。三上家季は近江の武士と推定されている。

## 因幡国の三上氏
因幡三上氏は因幡国巨濃郡岩井庄を所領としていたといわれる。一説によれば、三上氏は但馬山名氏から派遣された代官であり、但馬国との国境地域の経営を任されていたといわれる。
因幡三上氏の存在は、文献には康正2年（1456年）より確認される。入部時期については一切不明だが一族として初めて文献に見える三上周通が「近江入道」と名乗っているので室町時代中期ごろかと思われる。
その後、因幡三上氏は空白が有り文明年間まで下るが兵庫頭政実、兵庫頭経実と続いた。天文10年（1541年）の道竹城合戦で経実が討死すると、伯耆山名氏出身の山名こ不二郎（輝房）がその跡を継承した。また、山名豊国の家臣団にも三上一族の名が確認される。
因幡三上氏の存在は江戸時代にはほとんど忘れられており、『因幡民談記』を記した小泉友賢は因幡三上氏関連の情報量の少なさ故、系統の全く異なる山名一族の山名東揚を「三上兵庫頭」と置き換えてしまった。その上、『鳥取県史』などの郷土史本では『民談記』の記述が史料批判もなしにそのまま取り上げられたため、誤った認識が広まることになった。ようやく近年になってこの三上氏に関する史料が確認されたことにより、小泉友賢の説が誤りであることが明らかになった。ただ、確実な史料が確認された現在においても「民談記信仰」の名残りから『民談記』の説を支持する者がわずかながら存在することも事実である。

### 考証
山名氏が六角氏討伐のために、近江国野洲郡三上郷に三上館なる陣屋を建立するが、天津彦根命嫡流三上氏の娘婿となる婚姻関係により、三上氏となった、御上祝家系からの女系庶流の可能性もある。

## 清和源氏山名氏族の三上氏
『因幡志』によると山名祐豊の弟が三上兵庫頭と称したとされる。

## 佐々木氏流三上氏
宇多源氏佐々木氏流、沙沙貴神社神職家系の庶流に、三上氏がある。上記の天津彦根命嫡流で宇多源氏佐々木氏流から婿養子が入った家系の三上氏とは別家系。

## 秦氏族三上家
2氏ある公家（地下家）の三上家の1氏は、渡来人、秦氏の庶流である。源氏に仮冒していたといわれている。陰陽師である。

## 藤原氏族三上家
2氏ある公家（地下家）の三上家の1氏は、藤原氏族の庶流である。こちらは出自不明。

## 雑載
丹後国に庄屋をつとめた三上氏。戸沢藩（新庄藩）重臣に三上氏がみられる。